# Stadionul Cetate (Deva)
Stadionul Cetate este un stadion multifuncțional din Deva care este folosit de echipa CNS Cetate Deva.